# イマイヒヅル
イマイ ヒヅルは、日本の漫画家。山形県出身。女性。別名に今井ひづる（本名同じ）。双子座の血液型AB型。山形県立山形中央高等学校、東京デザイナー学院商業デザイン科卒。1983年、『ぼくのマイ』で第6回藤子不二雄賞佳作を受賞し、デビュー。
2022年7月30日、虫垂癌、腹膜偽粘液腫により死去。

## 作品

### 漫画
- 昇天!暁のふんどし娘（ホビージャパン、1993年、ISBN 978-4938461874）
- カラオケ戦士マイク次郎（原案：秋元康、デラックスボンボン 1993年12月号 - 1995年2月号）
- ぱりあんの園（ワニブックス、2005年、ISBN 978-4847035180）
- THE MANZAI（原作：あさのあつこ、月刊コミックラッシュ2005年12月号増刊『まるごとあさのあつこ』、2006年10月号・11月号、Comic PIANISSIMO 2007年vol.2 - vol.5、ピアニッシモ2008年vol.3 - vol.5）

### 原画
- 壁紙＆アイコン集『ふしぎの壁のアリス』（ガイナックス、1992年）一部参加
- Doll in the HOUSE WINDY（ガイナックス、1997年）
- Doll in the HOUSE LINDY（ガイナックス、1997年）
- My Dream 〜On Airが待てなくて〜（ニホンクリエイト、1997年）
- W&M 今井ひづるバラエティ H（ガイナックス、1998年）
- エヴァと愉快な仲間たち 脱衣補完計画!（ガイナックス、1999年）
- ガイナックス連続殺人事件（エロ）（ガイナックス、2000年）※成人向け